# ナニー・スティル

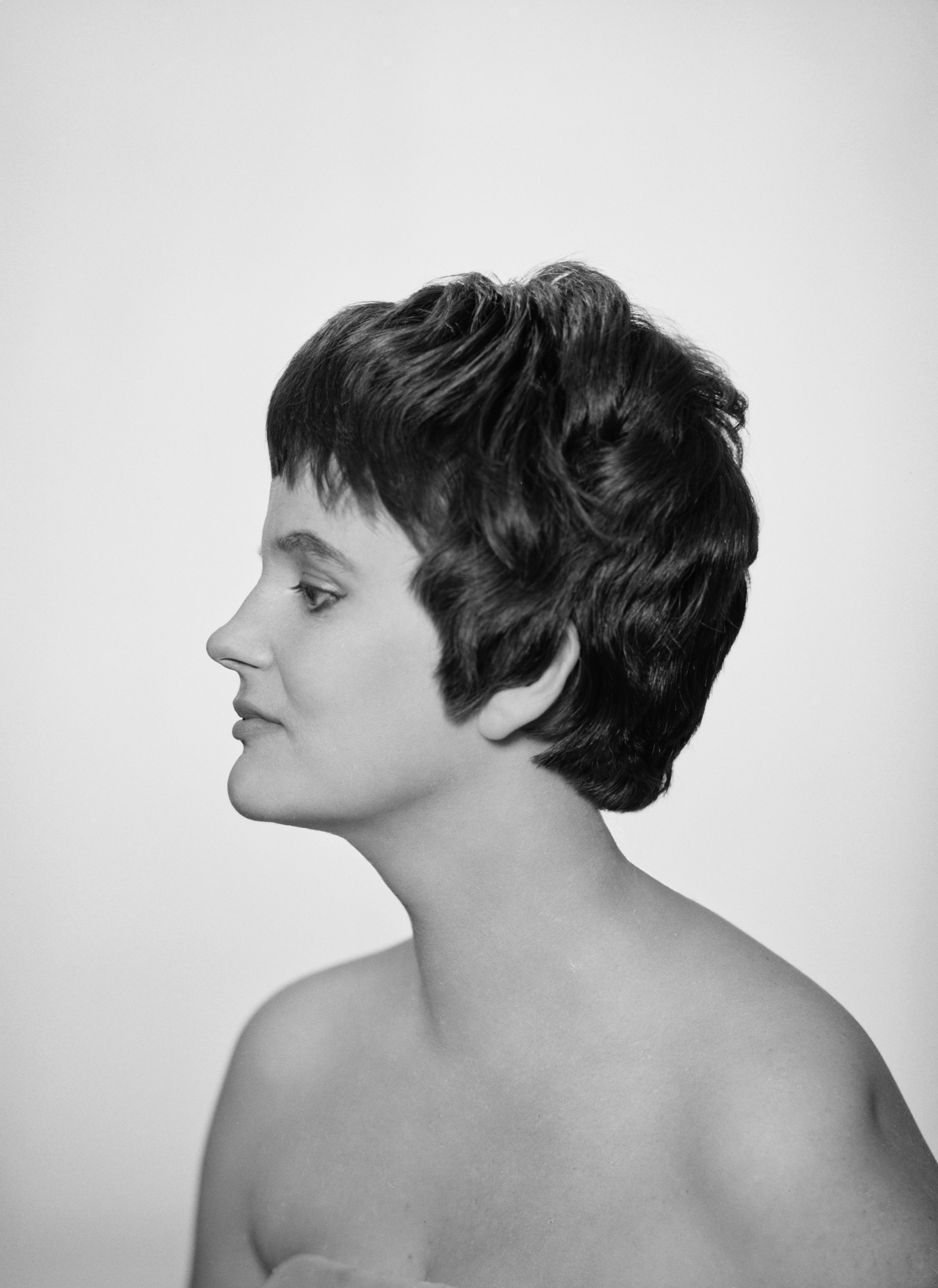
肖像（1960年）

ナニー・エリザベト・スティル・マッキニー（芬: Nanny Elisabet Still McKinney 1926年7月31日ヘルシンキ- 2009年5月7日ベルギー、ブリュッセル）はフィンランドのガラス工芸家。
同国の芸術産業の黄金時代と言われる1950年代、スティルはデザイン界の偉人のひとりに数えられた 。

## 来歴
アート・アンド・デザイン中央学院（現・同名の大学）に進んで1949年に卒業、学位はメタルアートを専攻。同じ年、リーヒマキガラスの北欧デザインコンペで優勝し、雇われて工場で働きはじめる。この会社で制作したデザインがスティルの代表作となった。工場では、美をめでる製品と実用品の両方の意匠をたんとうした。1970年代に同社は手吹きガラスから生産自動化に移行すると、スティルは新作デザインの提供をやめている 。
1958年にアメリカ国籍のジョージ・マッキニーと結婚、翌1959年、ブリュッセルに移転するとベルギーでも芸術家のキャリアを続け、手吹きガラスを生産するローゼンタール向けにデザインした。
工業デザイナーとしてのキャリアは宝飾品からフライパンまで、ほとんどすべての分野で製品をデザインしている。「トルマリン」と名付けた代表作は1956年パリ開催の展覧会の出展作で、スティルが思い描いたクリスタル・ガラスの特徴を表している。代表作には、前職のリーヒマキガラス用に設計したガラスシリーズのうちハーレクイン、フリンダリ、「グラポニア」があり、後半生、ローゼンタールで計画された1990年代の作品から、例えば「サモアシリーズ」の花瓶があらわれる。
芸術活動に対して贈られるフィンランド獅子勲章プロフィンランド章を授かる。

## ギャラリー

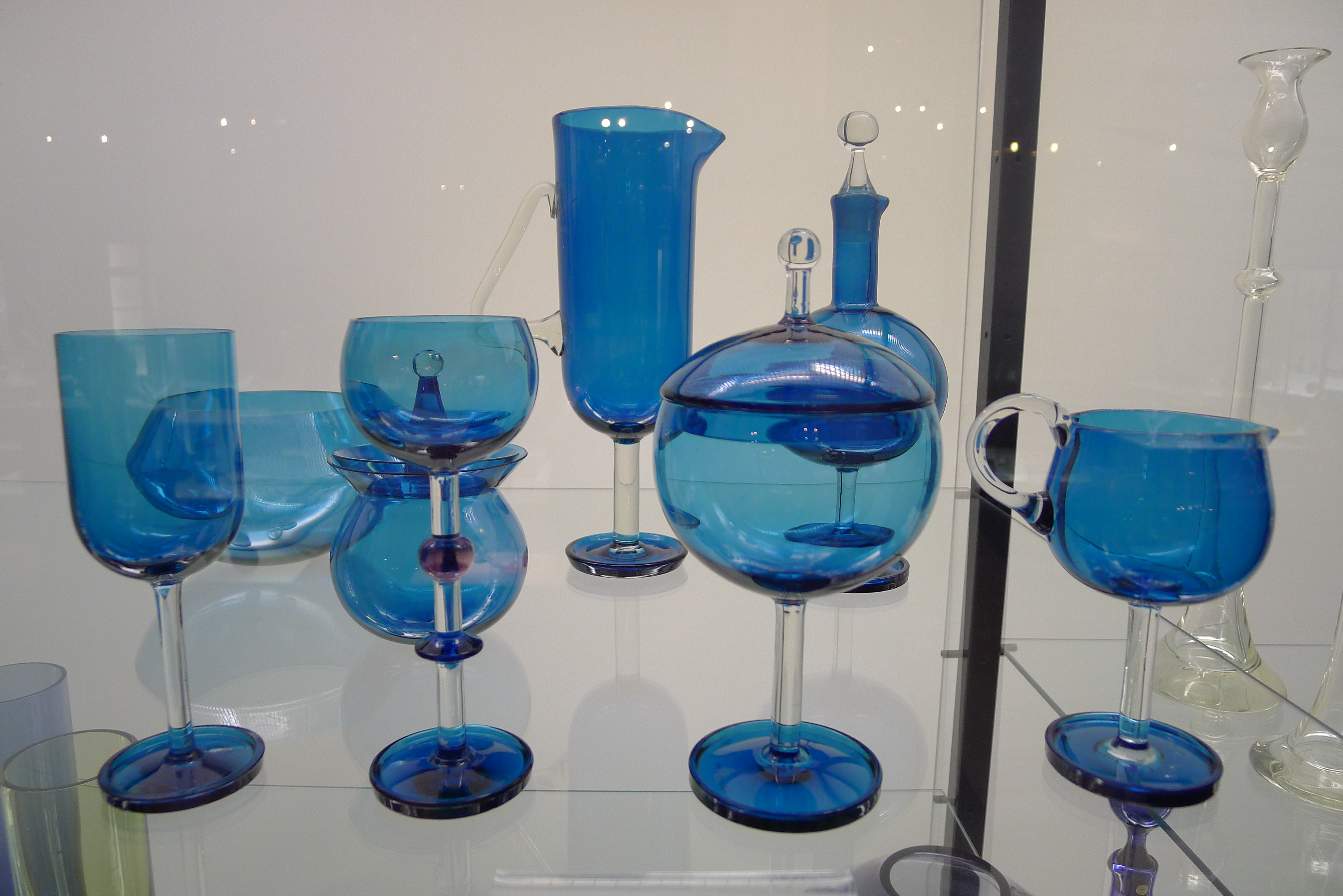
ハーレクイン（1958年）
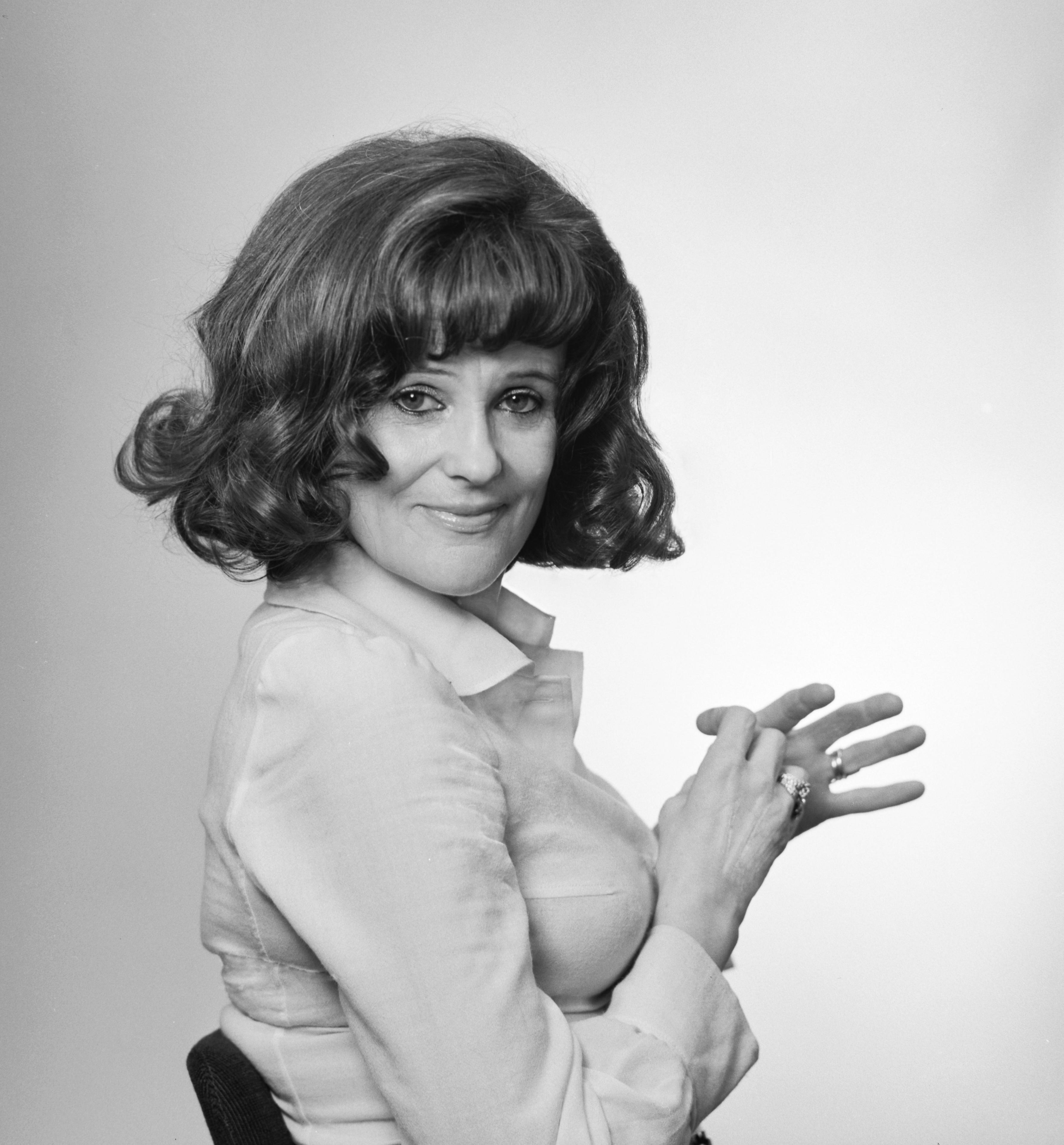
肖像（1974年）
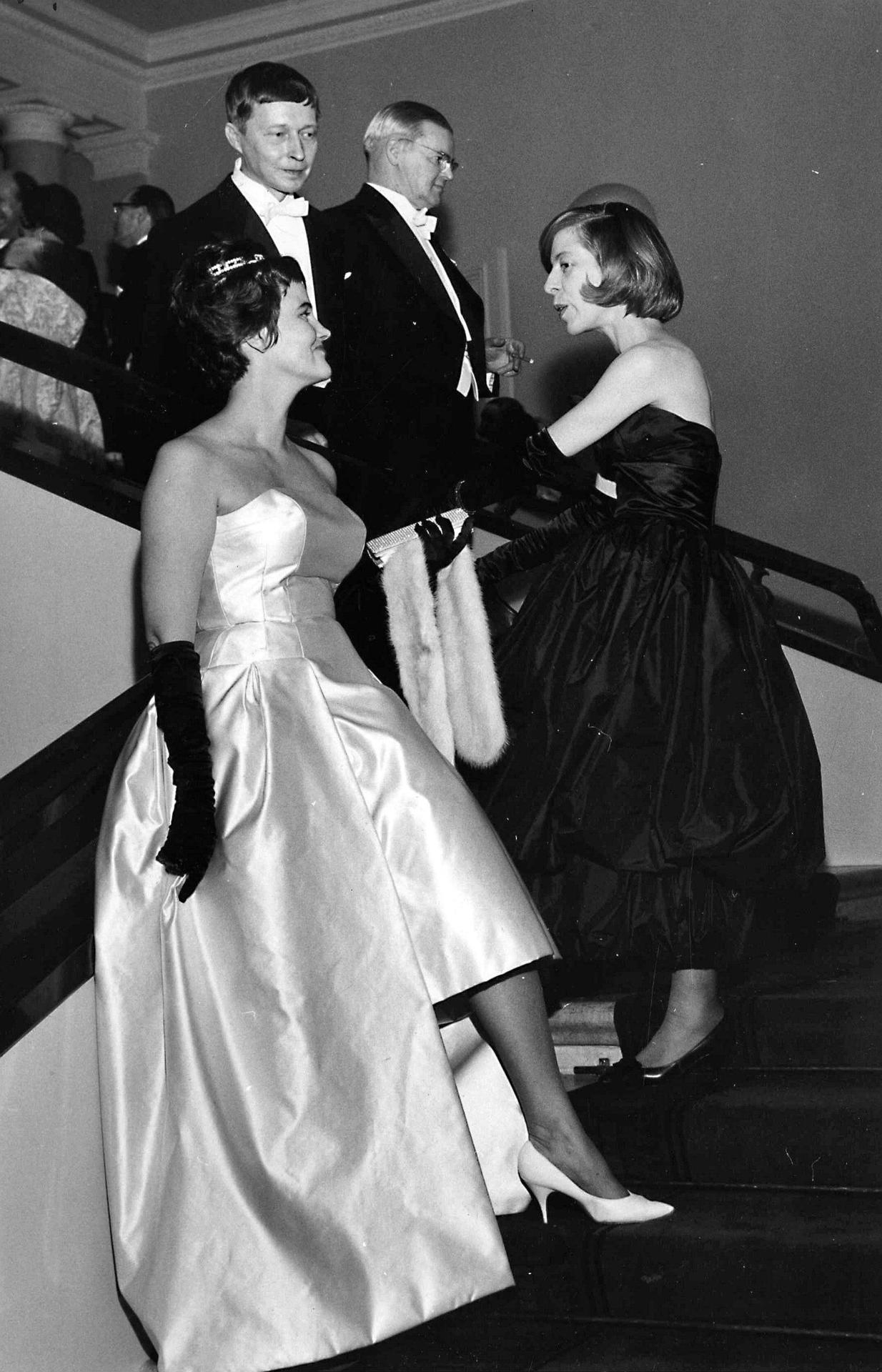
手前向かって左からスティル本人、マギーとバーガー・カイピアイネン夫妻。独立記念日に招かれたフィンランド大統領府にて（1960年代）

## 主な著作
- Still Nanny ; Aav, Marianne ; Enbom, Carla ; Koivisto, Kaisa ; Suomen lasimuseo.; et al. Nanny Still : design 45 anni, Riihimäki : Suomen lasimuseo, 1996.（フィンランド語）（スウェーデン語）ISBN 9518952418, 9789518952414, OCLC 925980133. 1996年5月10日から8月25日までフィンランドガラス美術館で展示。Aav, Marianne 他（著）; Enbom , Carla (翻訳) ; Koivisto,  Kaisa (翻訳) ; Asselberghs, Roger (写真).
- Still , Nanny ; Koivisto, Kaisa ; Hassi, Outi ; Suomen lasimuseo ; Iparművészeti Múzeum et al. Sana : Szó = Word.（フィンランド語）リーヒマキ：フィンランドガラス美術館; ブダペスト応用美術館、1998年。OCLC 984119009 展覧会図録。1998年10月から11月にブダペスト応用美術館（ハンガリー）で展示。
- Still, Nanny. Nanny Still : Amos Anderson, [Helsinki], 10.2.-29.4.2001. アモス・アンダーソン美術館（ヘルシンキ）の出版物新シリーズ36、2001年（フィンランド語）（スウェーデン語）（英語）ISBN 9529531389, 9789529531387OCLC 186456307。仮題『ナニー・スティル：アモス・アンダーソン　2001年2月10日-4月29日』展覧会図録。
- Still, Nanny ; Koivisto, Kaisa ; フィンランドガラス美術館 (リーヒマキ) ; フィンランド大使館 (ワシントンD.C.). Glass by Nanny Still, Ilmatar - Skymaiden.（英語）リーヒマキ：フィンランドガラス美術館、2003年。